# Gouffern en Auge
Gouffern en Auge est, depuis le 1er janvier 2017, une commune nouvelle française située dans le département de l'Orne en région Normandie, peuplée de 3 644 habitants.

## Géographie

### Hydrographie
La commune est située dans le bassin Seine-Normandie. Elle est drainée par la Dives, la Vie, l'Ure, la Barges, la Dieuge, le ruisseau du Foulbec, le ruisseau Roule-Crottes, la Dives, la Vie, un bras de la Dives, un bras de la Vie, un bras de l'Ure, le cours d'eau 01 de la Fontaine d'Aubry, le cours d'eau 01 des Bruyères du Pont Nicole, le cours d'eau 01 du Joncerai, le cours d'eau 02 de la commune de Villebadin, le cours d'eau 02 du Perron, le cours d'eau 03 de la forêt domaniale de Gouffern, le cours d'eau 07 de la Forêt de Petite Gouffern, le fossé 01 de la Bérardière, le fossé 01 de la commune de Chambois, le fossé 01 de la commune de Courménil, le fossé 01 de la Courtinière, le fossé 01 de la Crière, le fossé 01 de la Croix des Monts, le fossé 01 de la Forêt de Grande Gouffern, le fossé 01 de la Mare Mouton, le fossé 01 de Larsonnerie, le fossé 01 de l'Orgeire, le fossé 01 de Malnoyer, le fossé 01 de Rupières, le fossé 01 de Saint-Arnoult, le fossé 01 des Brulins, le fossé 01 des Pièrettes, le fossé 01 des Roquettes, le fossé 01 des Ventes de Nonant, le fossé 01 du Centre d'Elevage, le fossé 01 du Cruquait, le fossé 01 du Haut Fel, le fossé 01 du Pied Mouillé, le fossé 02 de la commune de Chambois, le fossé 02 de la Forêt de Grande Gouffern, le fossé 02 des Pièrettes, le fossé 03 de la commune de Villebadin, le fossé 03 des Ventes de Nonant, le fossé 04 de la commune d'Avernes-sous-Exmes, le fossé 05 de la commune d'Avernes-sous-Exmes, le fossé 05 de la commune de Silly-en-Gouffern, le fossé 10 de la Forêt de Petite Gouffern, le fossé 11 de la Forêt de Petite Gouffern, le fossé 12 de la Tuilerie, le fossé 13 de la Forêt de Petite Gouffern, le fossé 14 de la Forêt de Petite Gouffern, le fossé 30 de la Forêt de Petite Gouffern, le ruisseau de Chedouit, le ruisseau de Courgeron, le ruisseau de Heude, le ruisseau de L'Étang des Genets, le ruisseau de Mont-Ormel, le ruisseau de Querpont, le ruisseau des Douaires, le ruisseau des Etangs de Chagny, le ruisseau des Haies Cosnard, le ruisseau du Joncerai, le ruisseau du Moulin a Tan, le ruisseau du Pont aux Anes, le ruisseau du Pont de Barges, le ruisseau du Rogneux, le ruisseau du Val Roger et divers autres petits cours d'eau,.
La Dives, d'une longueur de 105 km, prend sa source dans la commune  et se jette  dans la baie de Seine en limite de Cabourg et de Dives-sur-Mer, après avoir traversé 34 communes. Les caractéristiques hydrologiques de la Dives sont données par la station hydrologique située sur la commune de Saint-Ellier-les-Bois. Le débit moyen mensuel est de 0,466 m3/s. Le débit moyen journalier maximum est de 10,3 m3/s, atteint lors de la crue du 28 décembre 1999. Le débit instantané maximal est quant à lui de 13,6 m3/s, atteint le 25 mars 2001.
La Vie, d'une longueur de 67 km, prend sa source dans la commune de Ménil-Hubert-en-Exmes et se jette  dans la Dives à Méry-Bissières-en-Auge, après avoir traversé 16 communes. 
L'Ure, d'une longueur de 30 km, prend sa source dans la commune de Ménil-Froger et se jette  dans l'Orne à Argentan, après avoir traversé neuf communes. Les caractéristiques hydrologiques de  sont données par la station hydrologique située sur la commune de Sevrai. Le débit moyen mensuel est de 0,536 m3/s. Le débit moyen journalier maximum est de 14,9 m3/s, atteint lors de la crue du 26 février 1996. Le débit instantané maximal est quant à lui de 16,2 m3/s, atteint le même jour.
La Bargesun cours d'eau naturel non navigable d'une longueur de 12 km, prend sa source dans la commune, près du hameau de Bâdemont, s'écoule vers le sud en longeant Ginai, se réoriente ensuite à l'ouest, puis au nord pour se jeter dans la Dives sur la commune. 
La Dieuge, d'une longueur de 16 km, prend sa source dans la commune de Merlerault-le-Pin et se jette  dans l'Ure sur la commune, après avoir traversé six communes. 
Un plan d'eau complète le réseau hydrographique : le plan d'eau 1 de la Forêt de Petite Gouffern (4,07 ha),.

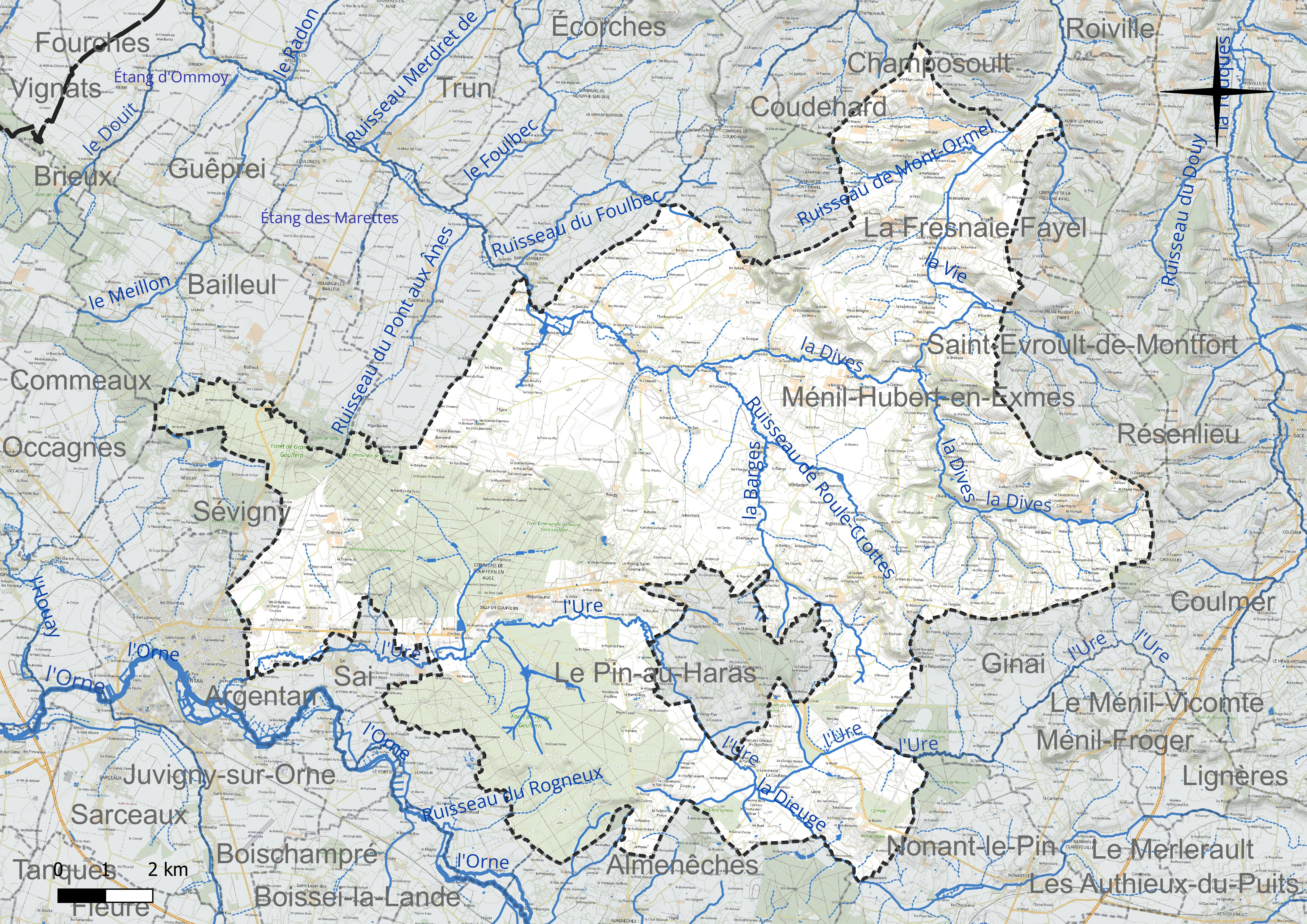
Réseau hydrographique de Gouffern en Auge.

### Climat
Pour des articles plus généraux, voir Climat de la Normandie et Climat de l'Orne.
En 2010, le climat de la commune est de type climat océanique altéré, selon une étude du CNRS s'appuyant sur une série de données couvrant la période 1971-2000. En 2020, Météo-France publie une typologie des climats de la France métropolitaine dans laquelle la commune est dans une zone de transition entre le climat océanique et le climat océanique altéré et est dans la région climatique Normandie (Cotentin, Orne), caractérisée par une pluviométrie relativement élevée (850 mm/a) et un été frais (15,5 °C) et venté. Parallèlement le GIEC normand, un groupe régional d’experts sur le climat, différencie quant à lui, dans une étude de 2020, trois grands types de climats pour la région Normandie, nuancés à une échelle plus fine par les facteurs géographiques locaux. La commune est, selon ce zonage, exposée à un « climat des plateaux abrités », se caractérisant par une pluviométrie et des contraintes thermiques modérées mais aussi, par effet de continentalité, des températures plus contrastées qu'au nord dans la plaine de Caen, avec communément 10 à 15 jours par an de plus de froid en hiver et de chaleur en été.
Pour la période 1971-2000, la température annuelle moyenne est de 10,2 °C, avec une amplitude thermique annuelle de 13,4 °C. Le cumul annuel moyen de précipitations est de 771 mm, avec 12,5 jours de précipitations en janvier et 7,7 jours en juillet. Pour la période 1991-2020, la température moyenne annuelle observée sur la station météorologique la plus proche, située sur la commune du Pin-au-Haras à 5 km à vol d'oiseau, est de 10,6 °C et le cumul annuel moyen de précipitations est de 756,3 mm,. Pour l'avenir, les paramètres climatiques de la commune estimés pour 2050 selon différents scénarios d’émission de gaz à effet de serre sont consultables sur un site dédié publié par Météo-France en novembre 2022.

### Intercommunalité
- Commune membre de la communauté de communes Argentan Intercom.

## Urbanisme

### Typologie
Au 1er janvier 2024, Gouffern en Auge est catégorisée commune rurale à habitat dispersé, selon la nouvelle grille communale de densité à sept niveaux définie par l'Insee en 2022.
Elle est située hors unité urbaine. Par ailleurs la commune fait partie de l'aire d'attraction d'Argentan, dont elle est une commune de la couronne,. Cette aire, qui regroupe 50 communes, est catégorisée dans les aires de moins de 50 000 habitants,.

## Toponymie
Ce toponyme fait référence à la forêt de Gouffern et au pays d'Auge. Dans l'arrêté signé par le préfet, la graphie de la commune nouvelle n'est pas conforme aux règles de la typographie française ; en effet la commune aurait dû se nommer « Gouffern-en-Auge ».

## Histoire
La commune nouvelle est créée par l'arrêté préfectoral du 6 octobre 2016 avec effet au 1er janvier 2017.
La commune est issue du regroupement des quatorze communes Aubry-en-Exmes, Avernes-sous-Exmes, Le Bourg-Saint-Léonard, Chambois, La Cochère, Courménil, Exmes, Fel, Omméel, Saint-Pierre-la-Rivière, Silly-en-Gouffern, Survie, Urou-et-Crennes et Villebadin qui deviennent des communes déléguées ; son chef-lieu se situe à Silly-en-Gouffern.

## Politique et administration
| Nom                       | Code Insee | Intercommunalité           | Superficie (km2) | Population (dernière pop. légale) | Densité (hab./km2) |
| ------------------------- | ---------- | -------------------------- | ---------------- | --------------------------------- | ------------------ |
| Silly-en-Gouffern (siège) | 61474      | CC du Pays du Haras du Pin | 39,83            | 394 (2021)                        | 9,9                |
| Aubry-en-Exmes            | 61009      | CC du Pays du Haras du Pin | 9,60             | 318 (2021)                        | 33                 |
| Avernes-sous-Exmes        | 61019      | CC du Pays du Haras du Pin | 7,03             | 81 (2021)                         | 12                 |
| Le Bourg-Saint-Léonard    | 61057      | CC du Pays du Haras du Pin | 9,25             | 392 (2021)                        | 42                 |
| Chambois                  | 61083      | CC du Pays du Haras du Pin | 8,30             | 381 (2021)                        | 46                 |
| La Cochère                | 61110      | CC du Pays du Haras du Pin | 12,92            | 148 (2021)                        | 11                 |
| Courménil                 | 61131      | CC du Pays du Haras du Pin | 9,53             | 119 (2021)                        | 12                 |
| Exmes                     | 61157      | CC du Pays du Haras du Pin | 10,43            | 269 (2021)                        | 26                 |
| Fel                       | 61161      | CC du Pays du Haras du Pin | 7,02             | 271 (2021)                        | 39                 |
| Omméel                    | 61315      | CC du Pays du Haras du Pin | 9,34             | 112 (2021)                        | 12                 |
| Saint-Pierre-la-Rivière   | 61449      | CC du Pays du Haras du Pin | 9,37             | 153 (2021)                        | 16                 |
| Survie                    | 61477      | CC du Pays du Haras du Pin | 13,21            | 161 (2021)                        | 12                 |
| Urou-et-Crennes           | 61496      | CC du Pays du Haras du Pin | 7,03             | 737 (2021)                        | 105                |
| Villebadin                | 61504      | CC du Pays du Haras du Pin | 12,93            | 124 (2021)                        | 9,6                |

### Liste des maires
| Période      | Période  | Identité           | Étiquette | Qualité                                                                                          |
| ------------ | -------- | ------------------ | --------- | ------------------------------------------------------------------------------------------------ |
| janvier 2017 | mai 2020 | Patrick Mussat     | LR        | Avocat Maire délégué de La Cochère (2017 → 2020) Ancien conseiller général d'Exmes (1992 → 2015) |
| mai 2020     | En cours | Philippe Toussaint | SE        | Retraité du secteur bancaire 1er vice-président de Terres d'Argentan Interco                     |

## Population et société

### Démographie

#### Évolution démographique
L'évolution du nombre d'habitants est connue à travers les recensements de la population effectués dans la commune depuis sa création.
En 2022, la commune comptait 3 644 habitants, en évolution de −2,67 % par rapport à 2016 (Orne : −3,21 %, France hors Mayotte : +2,11 %).
| 2015  | 2020  | 2022  |
| ----- | ----- | ----- |
| 3 762 | 3 687 | 3 644 |

## Culture locale et patrimoine

### Lieux et monuments
- Église Saint-Martin de Chambois.
- Église Saint-André d'Exmes.
- Église Saint-Gilles de Fougy.
- Château du Bourg-Saint-Léonard.
- Abbaye de Silly-en-Gouffern.
- Château de Courménil.
- Manoir d'Argentelles